# Česká Kamenice
Česká Kamenice es una localidad situada en el distrito de Děčín, en la región de Ústí nad Labem, República Checa. Tiene una población estimada, a principios del año 2022, de 5028 habitantes.
Está ubicada al noreste de la región, en la ladera sur de los montes Metálicos, cerca del río Elba, de la región de Liberec y del estado alemán de Sajonia.